# Milizbewegung in den Vereinigten Staaten
Die Milizbewegung (seltener auch Militia-Bewegung, englisch Militia movement) ist eine überwiegend rechtsextreme soziale Bewegung paramilitärischer Organisationen (Milizen) in den Vereinigten Staaten von Amerika. Ideologisch bereitete das Patriot Movement den Boden für die Gruppen.

## Geschichte
Als Anlässe für die Bildung der Bewegung gelten allgemein die tödlichen Auseinandersetzungen zwischen amerikanischen Bürgern und amerikanischen Bundesbehörden (vor allem ATF und FBI) von Ruby Ridge (Idaho, August 1992) und Waco (Texas, Februar bis April 1993). Erste große Milizen entstanden 1994, darunter die „Mutter aller Milizen“, die Militia of Montana. Der amerikanische Terrorist Timothy McVeigh, der zum Umfeld der Milizbewegung gehörte, war verantwortlich für den Bombenanschlag auf das Murrah Federal Building in Oklahoma City am 19. April 1995. Dieses Datum war der Jahrestag der Stürmung des Branch-Davidian-Komplexes in Waco. Die meisten Anhänger der Bewegung halten den Anschlag von Oklahoma City für eine verdeckte Operation der Clinton-Regierung unter falscher Flagge, um politisches Kapital für Anti-Terror-Gesetze zu erhalten. Die 1st Mechanical Kansas Militia setzte sich offen für den Krieg gegen die Regierung der Vereinigten Staaten ein und behauptete, Truppen der Volksrepublik China würden auf US-Staatsgebiet trainieren. Der Anführer der Gruppe Bradley Glover und Milizangehörige wollten die Feiern zum 4. Juli in Fort Hood angreifen, wurden davor aber vom FBI verhaftet.
Nachdem die Bewegung um die Jahrtausendwende fast verschwunden war, bekam sie im Zuge der Finanzkrise ab 2007 und der Wahl Barack Obamas zum US-Präsidenten 2008 erneut Aufwind. Jüngere Beispiele sind die Hutaree-Miliz und die Besetzung des Malheur National Wildlife Refuge.
Im Oktober 2020 wurden 13 Personen aus verschiedenen Milizen Michigans unter dem Vorwurf, die Entführung der Gouverneurin von Michigan, Gretchen Whitmer (D), geplant zu haben, vom FBI verhaftet.

## Ideologie
Michael Hochgeschwender verortet die Milizbewegung, mit der sich eine Minderheit von christlichen Neofundamentalisten verbündet habe, in den „extremsten Flügel des rechten lunatic fringe“. Sie vertrete eine staatsfeindliche Form der agrarutopischen Ideologie Thomas Jeffersons. Harald Müller zählt die von ihm als „randständig“ bezeichnete Milizbewegung neben der evangelikalen Rechten zum extremsten Pol des amerikanischen Konservatismus. Sie versammele hunderttausende von Amerikanern in „Wehrsport-Gruppen“, deren erklärtes Ziel es sei, die Freiheit der Amerikaner vor einer Verschwörung zwischen der Bundesregierung und den Vereinten Nationen zu schützen (vgl. die Verschwörungstheorie New World Order).

## Bekannte Militia-Gruppen (Auswahl)
| Name               | Mitglieder | Anmerkungen |
| ------------------ | ---------- | --- |
| 3% United Patriots |            | gegründet 2014 |
| Hutaree            |            | um 2009 gegründete christlich-fundamentalistische Terrorgruppe, die sich auf „Endzeitschlachten“ vorbereiten und Javier Solana für den Antichrist hält |
| Michigan Militia   |            | ein Mitglied verübte den Bombenanschlag auf das Murrah Federal Building                                                                                |
| Militia of Montana |            | 1994 gegründet gilt sie als Mutter der US-Milizen |
| Proud Boys         |            | 2016 gegründete neofaschistische Männergruppierung |